# Jindřich Barák
Jindřich Barák (* 10. února 1991, Praha) je bývalý český hokejový obránce a bývalý mládežnický reprezentant. V první lize odehrál přes 300 utkání, v extralize  nastoupil ke 33. V letech 2017–2023 byl hráčem prvoligového mužstva HC Slavia Praha. Mimo Česko působil na klubové úrovni v Kanadě a na Slovensku.

## Hráčská kariéra
Svoji hokejovou kariéru začal ve Slavii Praha, odkud v průběhu mládeže zamířil před sezonou 2009/10 do kanadského juniorského klubu Red Deer Rebels hrajícího WHL. Ve stejném ročníku odešel zpět do Slavie, kde v následující sezoně debutoval v prvním týmu v extralize. Během působení ve Slavii nastupoval také formou střídavých startů či hostování v tehdy prvoligových mužstvech HC Rebel Havlíčkův Brod či HC Berounští Medvědi. V roce 2012 Slavii definitivně opustil a zamířil na Slovensko, kde se upsal klubu HK 36 Skalica. Před ročníkem 2014/15 se vrátil k „sešívaným“, ale v listopadu 2014 odešel zpět do Skalice. Ve slovenském celku vydržel až do února 2016, kdy byla Skalica kvůli finančním problémům po třetí kontumaci zápasu v řadě vyloučena z nejvyšší soutěže. Nové působiště si našel až v květnu 2016, kdy se jako volný hráč vrátil do vlasti a podepsal smlouvu s Mountfieldem HK z Hradce Králové. Mužstvu částečně pomohl v lize k historickému úspěchu – zisku bronzové medaile, ale většinu sezony 2016/17 hrál za královéhradeckou farmu v prvoligovém celku HC Stadion Litoměřice. V květnu 2017 se po třech letech vrátil do Slavie Praha hrající první ligu. Za Slavii hrál do konce sezony 2022/23.

## Klubové statistiky
| Sezona    | Klub                    | Soutěž              | Základní část | Základní část | Základní část | Základní část | Základní část | Play off | Play off | Play off | Play off | Play off |
| Sezona    | Klub                    | Soutěž              | Z             | G             | A             | B             | TM            | Z        | G        | A        | B        | TM       |
| --------- | ----------------------- | ------------------- | ------------- | ------------- | ------------- | ------------- | ------------- | -------- | -------- | -------- | -------- | -------- |
| 2009/2010 | Red Deer Rebels         | 000000 WHL          | 02            | 0             | 0             | 0             | 0             | —        | —        | —        | —        | —        |
| 2010/2011 | HC Slavia Praha         | 0 Česká extraliga   | 12            | 0             | 0             | 0             | 0             | —        | —        | —        | —        | —        |
|           | HC Rebel Havlíčkův Brod | 00 1. česká liga    | 01            | 0             | 0             | 0             | 0             | —        | —        | —        | —        | —        |
| 2011/2012 | HC Slavia Praha         | 0 Česká extraliga   | 03            | 0             | 0             | 0             | 02            | —        | —        | —        | —        | —        |
|           | HC Berounští Medvědi    | 00 1. česká liga    | 33            | 02            | 04            | 06            | 20            | —        | —        | —        | —        | —        |
| 2012/2013 | HK 36 Skalica           | Slovenská extraliga | 51            | 02            | 08            | 10            | 12            | 07       | 0        | 0        | 0        | 06       |
| 2013/2014 | HK 36 Skalica           | Slovenská extraliga | 40            | 01            | 09            | 10            | 52            | 06       | 0        | 01       | 01       | 02       |
| 2014/2015 | HC Slavia Praha         | 0 Česká extraliga   | 12            | 01            | 0             | 01            | 10            | —        | —        | —        | —        | —        |
|           | HK 36 HANT Skalica      | Slovenská extraliga | 27            | 0             | 10            | 10            | 53            | —        | —        | —        | —        | —        |
| 2015/2016 | HK 36 HANT Skalica      | Slovenská extraliga | 46            | 08            | 05            | 13            | 32            | —        | —        | —        | —        | —        |
| 2016/2017 | Mountfield HK           | 0 Česká extraliga   | 06            | 0             | 0             | 0             | 0             | —        | —        | —        | —        | —        |
|           | HC Stadion Litoměřice   | 00 1. česká liga    | 39            | 04            | 11            | 15            | 37            | —        | —        | —        | —        | —        |
| 2017/2018 | HC Slavia Praha         | 00 1. česká liga    |               |               |               |               |               |          |          |          |          |          |